# Hobart
 Ovo je glavno značenje pojma Hobart. Za druga značenja pogledajte Hobart (razdvojba).
Hobart je grad u Australiji na otoku Tasmaniji. Hobart je glavni grad australske savezne države Tasmanije.

## Povijest
Grad je osnovan 1804. godine te je drugi najstariji grad u Australiji. Grad se prvobitno, zvao Hobarton a nazvan je po Lordu Robertu Hobartu. Prvi stanovnici oko Hobarta su bili pripadnici aboridžanskog plemena Mouheneener, no ubrzo su ih protjerali nadolazeći kolonisti i osuđenici.

## Stanovništvo
Hobart prema podacima iz 2010. godine ima 214.705 stanovnika. Šire područje grada 2006. godine je imalo 217.525 stanovnika dok je uži dio grada imao 47.700 stanovnika.

## Gradovi prijatelji
| Država  | Grad     | Regija              | Godina |
| ------- | -------- | ------------------- | ------ |
| Japan   | Yaizu    | Shizuoka Prefektura | 1977.  |
| Italija | L'Aquila | Abruzzo             | 1980.  |
| Čile    | Valdivia | Los Ríos Regija     | 1998.  |

## Vanjske poveznice
- Službene stranice grada